# Unterach (Rehling)
Unterach ist ein Gemeindeteil von Rehling im schwäbischen Landkreis Aichach-Friedberg in Bayern. Das Kirchdorf liegt circa eineinhalb Kilometer östlich von Rehling.

## Geschichte
Im Jahr 1447 wird der Ort erstmals genannt, als Konrad von Gumppenberg die Mühle in Oberach kaufte. Heinrich von Gumppenberg hatte 1334 die Untermühle von Eberhard dem Mühlrieder erworben. Der Hofmark unterstanden 1752 das Lehengut der Untermühle und zwei Sölden.
Die alte Mühle wurde 1908 abgerissen und an ihrer Stelle das Pumpwerk der Wasserversorgung gebaut.

## Baudenkmäler
Siehe auch: Liste der Baudenkmäler in Unterach
- Katholische Filialkirche St. Wolfgang